# Zima w Wiklinowej Zatoce
Zima w Wiklinowej Zatoce – serial animowany produkcji polskiej. Zawiera 7 odcinków.

## Obsada
- Krzysztof Tyniec – Archibald
- Cezary Morawski – Serafin
- Józef Mika – Eryk
- Elżbieta Kopocińska-Bednarek – Melania
- Krystyna Kozanecka – Cecylia
- Wojciech Słupiński – Arnold
- Tomasz Bednarek – Bartek
- Ewa Złotowska – Bąbel
- Paweł Galia – Alaryk
- Marek Frąckowiak – Huczek

## Spis odcinków
1. Zimowe zapasy
2. Sąsiedzi
3. Tropiciele
4. Nie wywołuj wilka z lasu
5. Na ratunek
6. Lawina
7. Odlotowy gość